# Darea pectinata
Darea pectinata là một loài dương xỉ trong họ Aspleniaceae. Loài này được Sm. mô tả khoa học đầu tiên năm 1808.
Danh pháp khoa học của loài này chưa được làm sáng tỏ. 